# Єресь

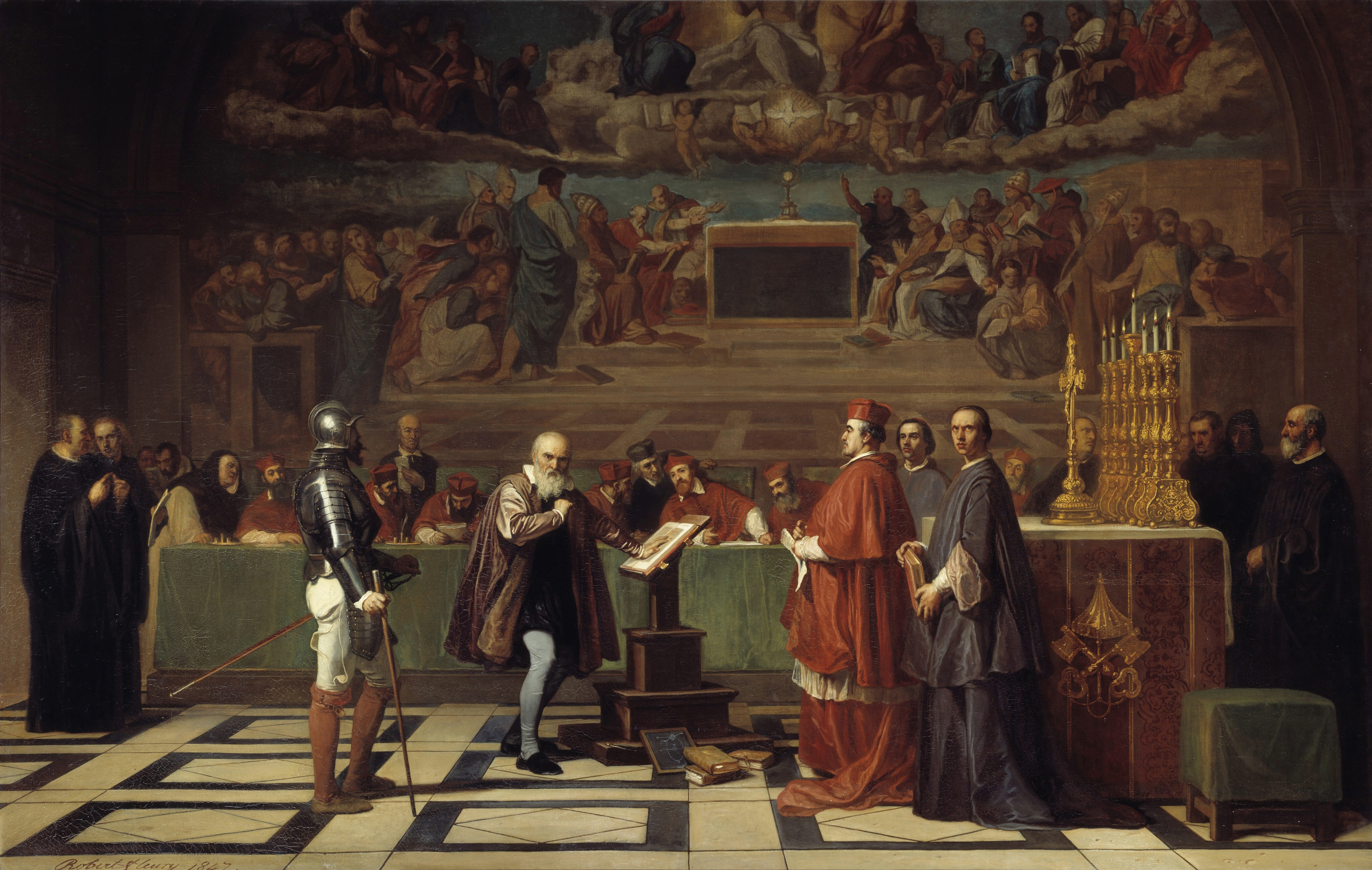
Галілео Галілей засуджений за єретика

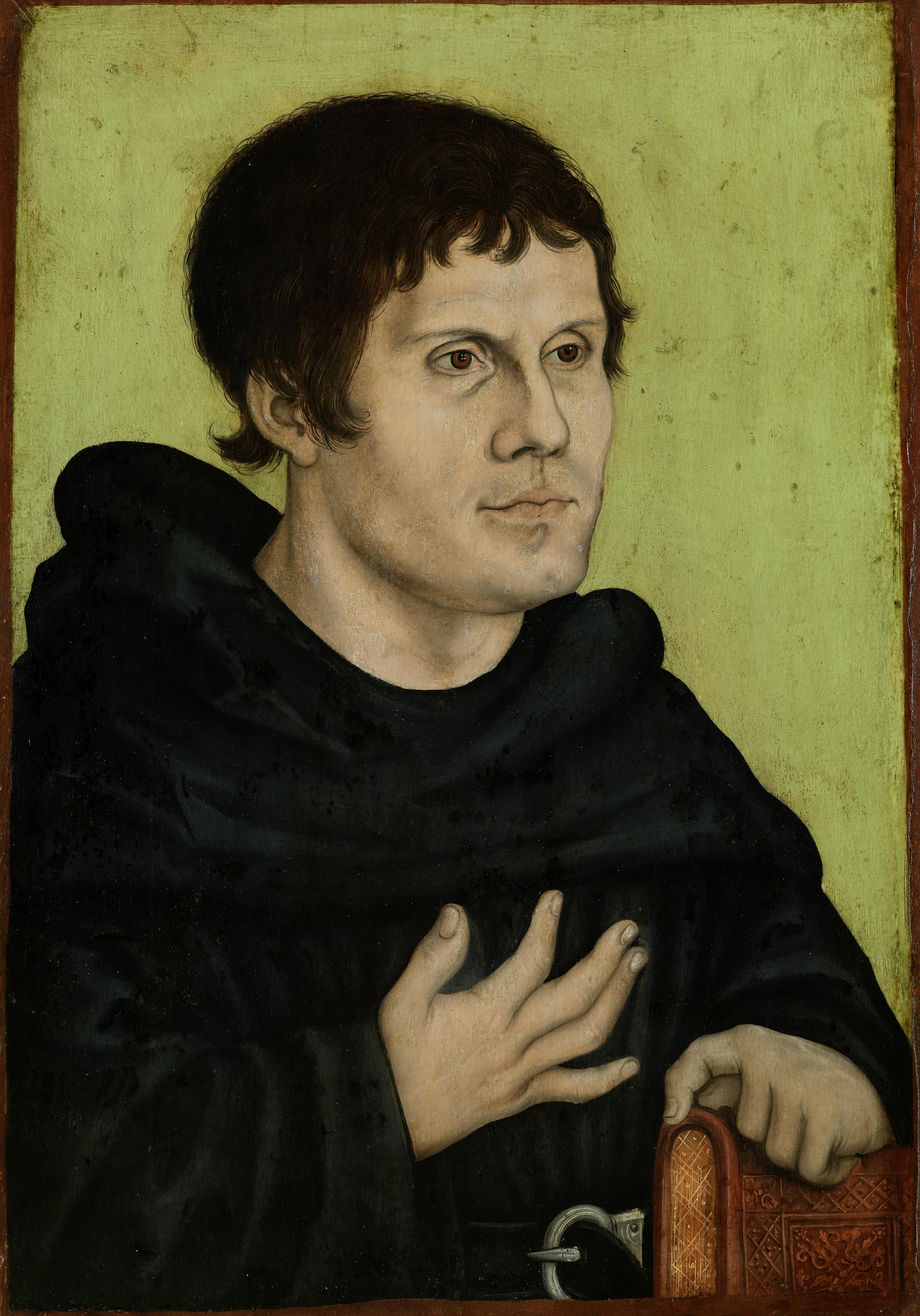
Німецького католицького ченця Мартіна Лютера було відлучено від церкви як єретика римським папою Левом X папською буллою Decet Romanum Pontificem 1520 року. Донині цей декрет не скасовано.

Є́ресь (грец. αἵρεσις, «вибір, напрямок, школа, вчення, секта, переконання, осягання») — переконання або вчення, сильно відмінні від загальноприйнятих або традиційних поглядів, зокрема релігійне вчення, сукупність теологічних або релігійних доктрин, ідей, що суперечать визнаному в церкві або релігійній громаді догмату віри (вироблені Вселенськими соборами) або не збігаються з ним, і пов'язане з цим виділення зі складу Церкви нової громади, релігійне вчення, що заперечує основи (догми) та організаційні форми «панівної церкви».
Поняття «єресі» застосовується щодо різних конфесій в релігії християнства, та іноді — для характеристики напрямків інших релігій; відхилення від офіційного віровчення будь-якої релігії.
Часто ставали ідеологічним «прапором» соціально-політичних рухів, засобом вияву опозиційних настроїв певних соціальних кіл щодо існуючого суспільно-політичного ладу й офіційної релігії. До прикладу, спираючись на містичний пантеїзм, де присутня ідея рівності станів, стверджували непотрібність церкви у справі спасіння. Засуджуючи це церква створювала ордени та суди інквізиції.
Засновників єресі називають єресіархами від грец. αἱρεσιάρχης, а прибічників — єретиками грец. αἱρετικός. Впродовж століть єретиків часто переслідували та осуджували на Соборах, оголошували їм анатему і відлучали від Церкви, карали іноді смертю, проти них писалися булли й енцикліки.
З точки зору, наприклад, католицизму єрессю є протестантизм, тоді як православ'я вважається схизмою, розколом.
Поява єретиків та їх єресей було антитезою догматизації та ідеологізації віровчення, виразом його полісемантичності.

## Історія виникнення терміна
У Стародавній Греції слово грец. αἵρεσις означало вибір, зокрема вибір філософської школи. Іреней Ліонський вперше вжив його в сучасному значенні, протиставляючи йому слово «ортодоксія». На початку свого існування Християнська церква не мала влади, часто переслідувалася, і не мала сили боротися проти єресей у своїх лавах.
Ситуація змінилася після того як Костянтин Великий проголосив свободу віросповідання Міланським едиктом і сам перед смертю прийняв християнство. Таким чином він додав міць світської влади імператора до влади церковної. 380 року едиктом імператора Феодосія I християнство було проголошене державною релігією Римської імперії. Відтоді єретичні погляди могли каратися на смерть. 385 року відбулася перша страта єретика Присцілліана, звинуваченого в маніхействі та магії.
Остання страта за єретичні погляди відбулася 1826 року. Ним був Каєтано Ріполл, шкільний учитель із Валенсії, що проповідував дуалізм.

## Теологічне трактування
З точки зору теології, єрессю є «свідома відмова приймати богоодкровенну істину і слідування помилковому вченню».

## Єресі в юдаїзмі
Ортодоксальний юдаїзм розглядав і розглядає погляди євреїв-юдеїв, що відходять від традиційних юдейських принципів віросповідання єретичними. Найдавнішими єретиками для юдеїв були самаритяни.
Юдейські релігійно-політичні течії фарисеїв і садукеїв (Дії 5:17, Дії 15:5, Дії 26:5) були названі сектами.
Юдеї називали перших християн «назорейска єресь»: Дії 24:5. У Вульгаті в зазначеному місці дав.-гр. αἵρεσις перекладене як лат. secta — «секта».
Більш радикальні групи в рамках ортодоксального юдаїзму вважають, що всі юдеї-євреї, які відкидають простий сенс Маймоніда сформульовані у 13-и принципах єврейсько-юдейської віри є єретиками. Таким чином, більша частина ортодоксального юдаїзму вважає реформаторів юдаїзму, реконструкторів юдаїзму і консерваторів юдаїзму єретичними рухами. А також — караїмізм.

## Єресі в християнстві
Апостол Петро казав про «згубні єресі» (2 Петр. 2:1), а апостол Павло помістив «єресі» в один ряд із гріхами чарівництва та ідолопоклонства (Гал. 5:20).
Тенденція протесту проти створення «заможної церкви» виразилась у виникненні ебіонітів, монтаністів, вальденсів, апостоликів тощо. Виразом соціального протесту пригноблених людей проти експлуатації були богоміли, павликіани. Заперечували певною мірою приватну власність, оголошували диявольською структурою державу і офіційну Церкву катари та альбігойці. Заперечували чернецтво й ієрархію стригольники.
Додатково відомі єресі:
- Адопціонізм
- Маніхейство
- Аріанство
- Несторіанство
- Монофізитство (Євтихіанство)
- Монофеліти
- Пелагіанізм
- Жидівствуючі
- Іконоборство
- Толстовство
- Социніанство
- Ніколаїти
- Новаціанізм
- Борборіти (Гностики)
- Савеліанство
- містичний хіліазм (іохаміти)
- Амальрікани
- Оригенізм
- Псілантропізм
- Донатизм
- Філетизм
- Моноенергізм
- Агноіти (Агніти)
- Афтардокетство
- Македонізм
- Аномейство
- Модалізм
- Монархіани
- Тритеїзм
- Адаміти
- Докетизм
- Аполінаризм
- Флагелантство
- Ісохрісти
- Афінгани
- Дамініанство
- Архонтики
- Арнольдисти
- Сіфіани (Сіфіти)
- Офіти
- Маркіонітство
- Каїніти
- Лукіаністи
- Апелеяни
- Акефали
- Авеліти

## Єресі в ісламі
В ісламі будь-яка релігійна єресь («біда») суворо засуджується. До того ж єрессю вважається будь-яке нововведення в релігії ісламу. До прихильників єресі використовується терміни «мубтаді» (єретик), «зіндік» (єретик), а також нерідко «кафір-гяур» (невірний Богові) або «мунафік» (таємний невірний Богу).
У даний час найчастіше єретичними називають такі ісламські течії:
- Ісмаїліти
- Алавіти
- Друзи
- Зіндіки

Віра Бахаї вважається ісламською єрессю в Ірані.
У деяких сучасних країнах і регіонах, де шаріат практикують, єресь залишається злочином із застосуванням покарання на смерть. Наприклад, 1989 р. оголошена фетва урядом Ірану, що запропонував нагороду для тих, хто досягне успіху в убивстві Салмана Рушді, чиї роботи були визнані єретичними.

## В інших релігіях
Неоконфуціанство було описане як єресь.
Буддійська література згадує гнівне завоювання буддійських єретиків (див. «Падмасамбхава») і існування буддійської теократії.
Відступ від саєнтологічної форми, відмінність від того, що спочатку описав Лафаєт Рональд Габбард вважається «зрадою».